# Верх-Аскизский сельсовет
Верх-Аскизский сельсовет — сельское поселение в Аскизском районе Хакасии.
Административный центр — село Верх-Аскиз.

## Население
| 2002  | 2010  | 2012  | 2013  | 2014  | 2015  | 2016  |
| ----- | ----- | ----- | ----- | ----- | ----- | ----- |
| 1303  | ↘1203 | ↘1167 | ↘1123 | ↘1072 | ↗1083 | ↘1048 |
| 2017  | 2018  | 2019  | 2020  | 2021  |       |       |
| ↘1028 | ↘982  | ↘955  | ↗956  | ↗1058 |       |       |

## Состав сельского поселения
В состав сельского поселения входят 5 населённых пунктов:
| № | Населённый пункт | Тип населённого пункта       | Население |
| - | ---------------- | ---------------------------- | --------- |
| 1 | Анчыл-Чон        | аал                          | ↘27       |
| 2 | Верх-Аскиз       | село, административный центр | ↘732      |
| 3 | Казановка        | деревня                      | ↘361      |
| 4 | Казановская      | железнодорожная станция      | ↘65       |
| 5 | Улуг-Кичиг       | аал                          | ↘18       |

## Образование
В поселении две средних школы.